# لوازم نرم و سخت فضای باز
لوازم سختِ فضای باز اصطلاحاً توسط معماران منظر و طراحی باغ، مورد استفاده برای توصیف مواد ساخت و سازقرار می گیرند که برای بهبود زیبایی فضای باز و باغ طراحی می شوند. لوازم نرمِ فضای باز اصطلاحیست برای توصیف گیاهان. طیف گسترده ای از لوازم سختِ فضای باز موادیست از قبیل آجر، شن، سنگ، بتن، چوب، قیر طبیعی، شیشه، فلزات، و غیره. از جمله لوازم سختِ فضای باز همچنین می توان مبلمان فضای باز یا همان مبلمان باغی و دیگر محصولات باغی را نام برد. صنایع مختلفی در حوزه طراحی فضای باز مورد استفاده قرار می گیرند که از جمله این صنیع می توان صنعت فرآوری مصنوعات فلزی و معدنی و نیز صنایع مصالح ساختمانی و کارخانجات و صنایع تولید مبلمان باغی و فضای باز مشغول به کار هستند.